# كرة اليد في تونس

شعار الجامعة التونسية لكرة اليد

كرة اليد في تونس تمثل كرة اليد في تونس الرياضة الشعبية الثانية بعد كرة القدم فتعد رياضة كرة اليد في تونس من أهم و أشهر الرياضات بالبلاد ، تعد الجامعة التونسية لكرة اليد من أقدم إتحادات كرة اليد في العالم العربي وإفريقيا حيث أنها تأسست في سنة 1957 ، كما يملك المنتخب التونسي أقوى فريق على مستوى كرة اليد في إفريقيا ب 10 ألقاب إفريقيا و وصل إلى المرتبة الرابعة في بطولة العالم لكرة اليد للرجال 2005 الذي إستضافتة تونس.

## المنتخب التونسي
منتخب تونس لكرة اليد هو الممثل الرسمي للجمهورية التونسية في لعبة كرة اليد وقد شارك في المنافسات العالمية وأفضل تصنيف له هو المركز 4 في بطولة العالم 2005، ويعتبر أفضل الفرق الأفريقية، برصيد عشرة تتويجات لكأس الأمم الأفريقية 1974، 1976، 1979، 1994، 1998، 2002، 2006، 2010، 2012، 2018.

### سجل النتائج في بطولة العالم
| - ألمانيا 1938 : - السويد 1954 : - ألمانيا الشرقية 1958 : - ألمانيا الغربية 1961 : - تشيكوسلوفاكيا 1964 : - السويد 1967 : 15 - فرنسا 1970 : - ألمانيا الشرقية 1974 : - الدنمارك 1978 : - ألمانيا الغربية 1982 : - سويسرا 1986 : - تشيكوسلوفاكيا 1990 : - السويد 1993 : - أيسلندا 1995 : 15 | - اليابان 1997 : 16 - مصر 1999 : 12 - فرنسا 2001 : 10 - البرتغال 2003 : 14 - تونس 2005 : 4 - ألمانيا 2007 : 11 - كرواتيا 2009 : 17 - السويد 2011 : 20 - إسبانيا 2013 : 11 - قطر 2015 : 15 - فرنسا 2017 :19 - ألمانيا و الدنمارك 2019 :12 - مصر 2021 :25 |

## الدوري التونسي لكرة اليد
الدوري التونسي لكرة اليد للرجال أو بطولة تونس لكرة اليد للرجال هي بطولة المستوى الأول لكرة اليد في تونس، تأسست في 1954 وتشرف على تنظيمها الجامعة التونسية لكرة اليد.
بدأت رياضة كرة اليد في تونس منذ 1951، وانتشرت منذها شيئا فشيئا. النادي الأكثر تتويجا هو الترجي الرياضي التونسي ب34 لقبا، يليه النادي الافريقي ب13 لقبا.
من جهة أخرى، تحصل الترجي على 18 ثنائية (البطولة والكأس) والأفريقي على 6 ثنائيات.

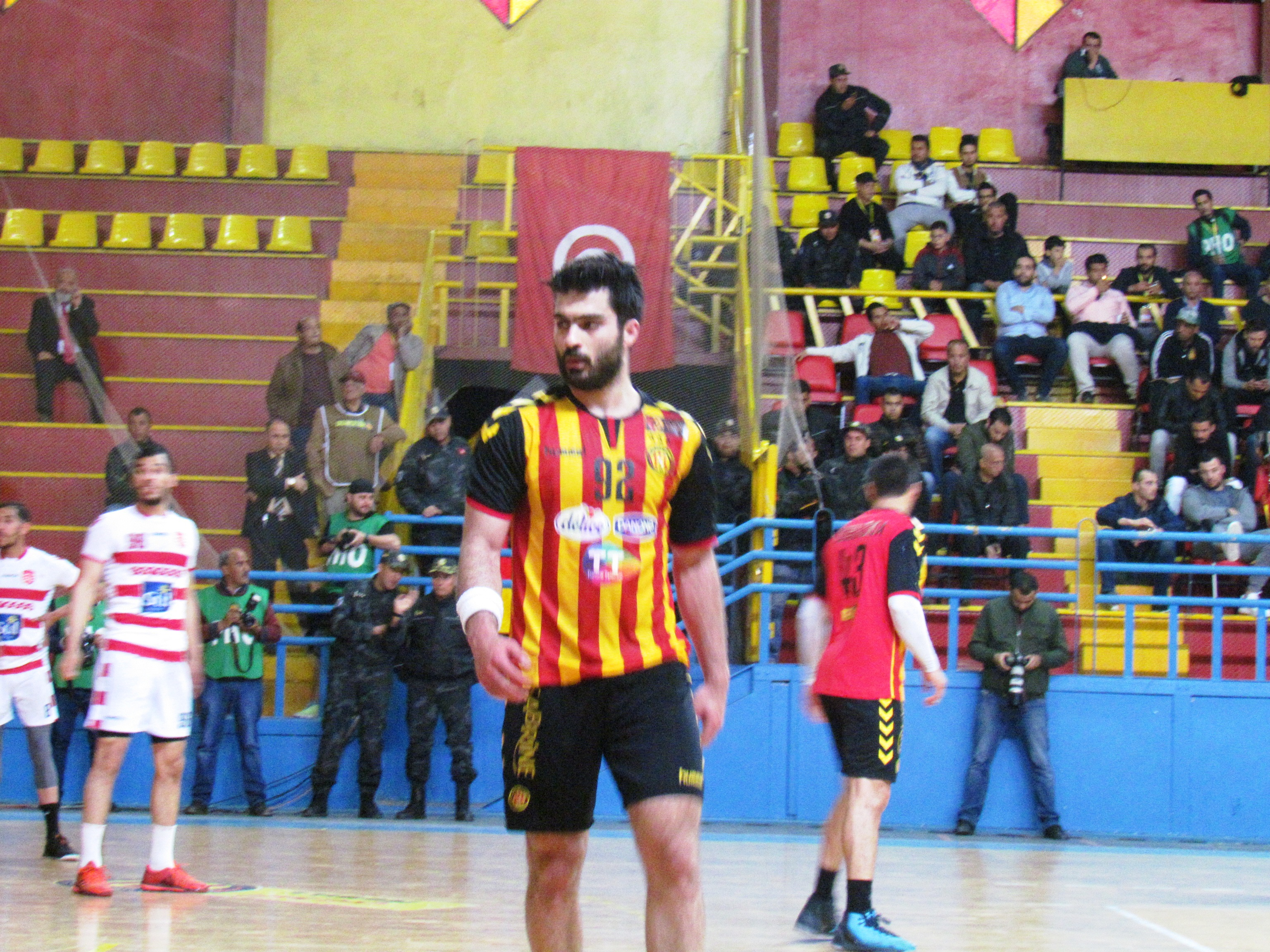
أسامة الجزيري لاعب الترجي في إحدى مباريات الدوري

### قائمة الفائزين بدوري
| - 1955-1956: النادي الجامعي التونسي - 1956-1957: النادي الجامعي التونسي - 1957-1958: البحرية الرياضية لاتحاد منزل بورقيبة - 1958-1959: الجهد الرياضي - 1959-1960: الجهد الرياضي - 1960-1961: الاتحاد الرياضي التونسي - 1961-1962: جمعية البريد والبرق والهاتف الرياضية - 1962-1963: المنصورة الشعبية بحمام الأنف - 1963-1964: نادي الغاز الرياضي - 1964-1965: النادي الإفريقي - 1965-1966: النادي الرياضي بحمام الانف - 1966-1967: الترجي الرياضي التونسي - 1967-1968: النادي الإفريقي - 1968-1969: الترجي الرياضي التونسي - 1969-1970: النادي الإفريقي - 1970-1971: الترجي الرياضي التونسي - 1971-1972: الترجي الرياضي التونسي - 1972-1973: الترجي الرياضي التونسي - 1973-1974: الترجي الرياضي التونسي - 1974-1975: الترجي الرياضي التونسي - 1975-1976: الترجي الرياضي التونسي - 1976-1977: الترجي الرياضي التونسي - 1977-1978: الترجي الرياضي التونسي - 1978-1979: الترجي الرياضي التونسي - 1979-1980: الترجي الرياضي التونسي - 1980-1981: الترجي الرياضي التونسي - 1981-1982: الترجي الرياضي التونسي - 1982-1983: الترجي الرياضي التونسي - 1983-1984: الترجي الرياضي التونسي - 1984-1985: الترجي الرياضي التونسي - 1985-1986: النادي الإفريقي - 1986-1987: النادي الإفريقي - 1987-1988: النجم الرياضي الساحلي - 1988-1989: النادي الإفريقي | - 1989-1990: النادي الإفريقي - 1990-1991: الترجي الرياضي التونسي - 1991-1992: الترجي الرياضي التونسي - 1992-1993: الترجي الرياضي التونسي - 1993-1994: مكارم المهدية - 1994-1995: الترجي الرياضي التونسي - 1995-1996: النجم الرياضي الساحلي - 1996-1997: الترجي الرياضي التونسي - 1997-1998: النادي الإفريقي - 1998-1999: النجم الرياضي الساحلي - 1999-2000: النادي الإفريقي - 2000-2001: النادي الإفريقي - 2001-2002: النجم الرياضي الساحلي - 2002-2003: النجم الرياضي الساحلي - 2003-2004: الترجي الرياضي التونسي - 2004-2005: الترجي الرياضي التونسي - 2005-2006: النجم الرياضي الساحلي - 2006-2007: النجم الرياضي الساحلي - 2007-2008: النادي الإفريقي - 2008-2009: الترجي الرياضي التونسي - 2009-2010: الترجي الرياضي التونسي - 2010-2011: النجم الرياضي الساحلي - 2011-2012: الترجي الرياضي التونسي - 2012-2013: الترجي الرياضي التونسي - 2013-2014: الترجي الرياضي التونسي - 2014-2015: النادي الإفريقي - 2015-2016: الترجي الرياضي التونسي - 2016-2017: الترجي الرياضي التونسي - 2017–2018: النجم الرياضي الساحلي - 2018–2019: الترجي الرياضي التونسي - 2019–2020: الترجي الرياضي التونسي - 2020–2021: الترجي الرياضي التونسي - 2021-2022: النادي الإفريقي |

## ديربي العاصمة في كرة اليد

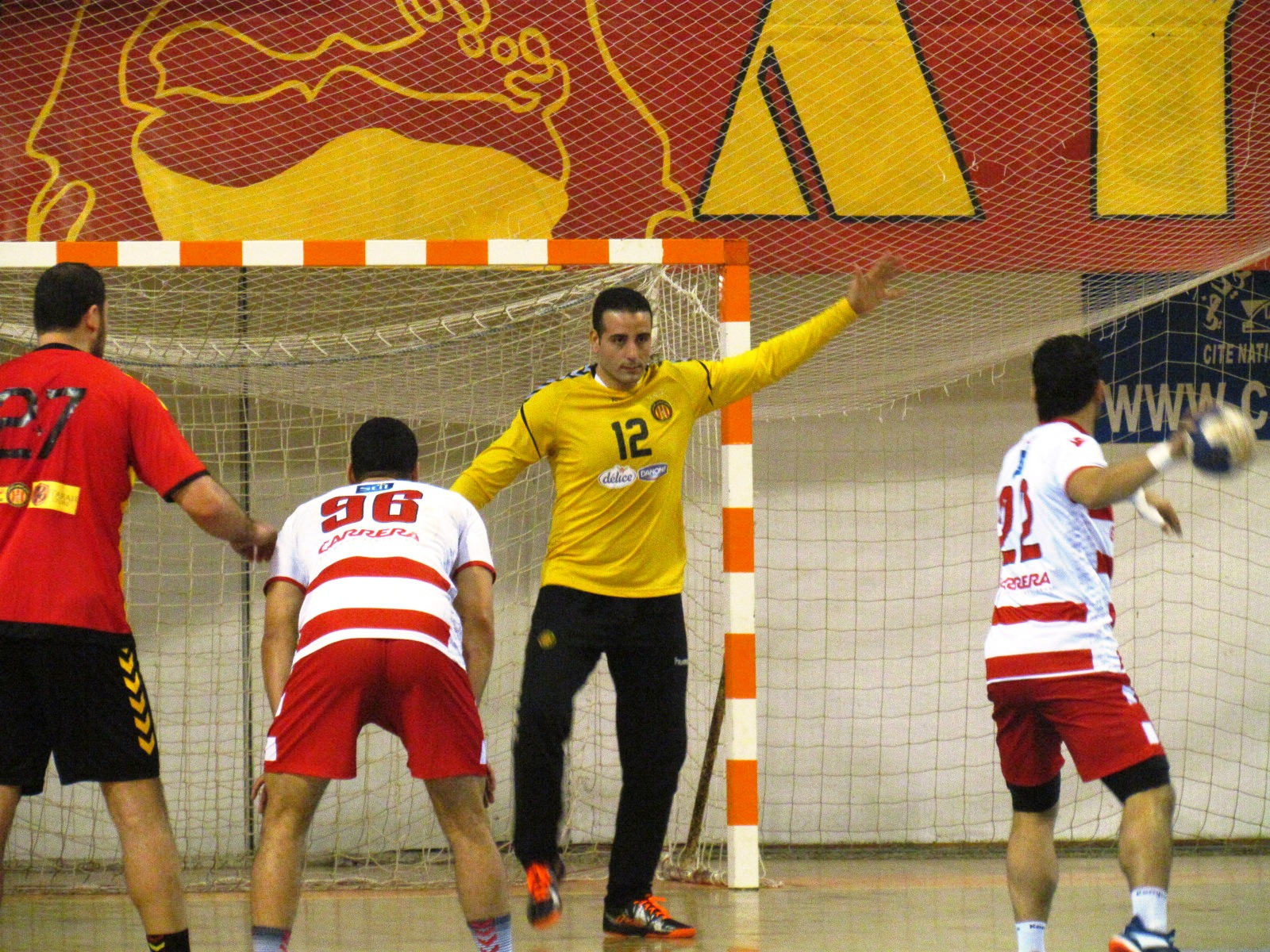
صورة لأحدى مباريات الديربي

يعد ديربي كرة اليد في تونس بين الترجي الرياضي التونسي والنادي الإفريقي من أقوى وأشهر المباريات في كرة اليد على المستوى الوطني و الأفريقي و العربي حيث أن الفريقين من أقوى الفرق في مستوى كرة اليد في تونس.
ويعد فريق الترجي الرياضي التونسي الأكثر إنتصارا في الديربي.